# Schoenionta vespiventris
Schoenionta vespiventris là một loài bọ cánh cứng trong họ Cerambycidae.